# Corporación Lindley
Corporación Lindley (registrada como Arca Continental Lindley S.A.) es una empresa peruana fundada en 1910, dedicada a la fabricación y distribución de bebidas. Principalmente es conocida por la creación de la gaseosa Inca Kola, también es distribuidor de Coca-Cola en Perú. En 2015 iniciaría una alianza con la empresa mexicana Arca Continental, la cual terminaría de adquirir la empresa en 2018.

## Historia
En 1910, Joseph Robinson Lindley crea la Fábrica de Aguas Gaseosas la Santa Rosa, en el Distrito del Rímac. Para 1918, se adquiría la primera máquina semiautomática de embotellado y, 10 años después, la empresa se constituye en Joseph R. Lindley S.A., asumiendo la gerencia Joseph R. Lindley Stoppanie.
En 1935, coincidiendo con el cuarto centenario de la fundación de Lima, se lanzó la gaseosa Inca Kola, que había sido inventada en 1934 por otra empresa. En 1941, la empresa empieza a expandirse mediante franquicias a provincias y, en 1945, después de la muerte de su padre y sus hermanos, la gerencia es asumida por Isaac R. Lindley Stoppanie.
En 1957, se creó Distral S.A., empresa encargada de la distribución de las bebidas, en 1960, la Inmobiliaria Lintab S.A., dedicada a la gestión de los activos inmobiliarios de la compañía, y, en 1973, Frutos del País S.A., encargada de la fabricación de néctares. En 1996, todas las empresas se asociaron en una sola, Lintab absorbió por fusión a Joseph R. Lindley e Hijos S.A., Frutos del País S.A., Distral S.A. y Sabores Perú S.A. En 1997, Lintab S.A. cambió su nombre a Corporación Joseph R. Lindley S.A.
En 1971, Nicolás Lindley López, quien había gobernado el Perú en 1963, ingresa al directorio de Joseph R. Lindley S.A. En 1996, la presidencia es asumida por Johnny R. Lindley Taboada y, tres años después, la empresa se asocia con The Coca-Cola Company, que por 300 millones de dólares, asume el 49% de las acciones de la Inca Kola.
En 2004 la corporación compró el 60 % de las acciones de la Embotelladora Latinoamericana S.A, (Elsa), empresa que fabricaba Coca Cola en el Perú.
En 2010, se celebraron los 100 años de la compañía, recibiendo la Medalla de Honor del Congreso de la República y la Medalla de Lima de la Municipalidad e inaugurándose cuatro nuevas plantas. Así mismo la revista Gente, le incluyó en la lista de "los mejores de 2010", al señalar el legado de la gaseosa en el consumo nacional.
En 2015 se vendió el 47.5% de acciones de la compañía a la empresa mexicana Arca Continental. En 2018,  compra el resto de acciones, quedándose con la totalidad de las acciones de la compañía.
Actualmente cuenta con 6 plantas de producción distribuidas en el territorio peruano: 2 plantas en Lima, 1 en Trujillo, 1 en Arequipa, 1 en Cuzco y 1 en Iquitos.

## Subsidiarias
En el Perú, la empresa cuentas con las siguientes subsidiarias:
- Embotelladora La Selva S.A.: Establecida en el departamento de Loreto, se dedica a la producción y comercialización de bebidas no alcohólicas en la zona de la selva.
- Empresa Comercializadora de Bebidas S.A.C.: Dedicada a la comercialización, distribución e importación de alimentos, concentrados y bebidas alcohólicas y no alcohólicas.
- AC Comercial Perú S.A.C.: Dedicada a la comercialización, distribución e importación de alimentos, concentrados y bebidas alcohólicas y no alcohólicas.
- AC Logística del Perú S.A.C.: Dedicada a prestar servicios de almacenamiento, transporte de carga y distribución de bebidas y alimentos por cuenta propia y ajena; así como servicios de asesoría y otros en materia logística.

## Productos actuales
- Inca Kola
- Inca Kola Sin Azúcar
- Inca Kola Power
- Coca-Cola
- Coca-Cola Sin Azúcar
- Sprite
- Fanta
- Fanta Kola Inglesa
- Fanta Piña
- Crush
- Benedictino
- San Luis
- Aquarius
- Frugos del Valle
- Powerade
- Monster Energy
- Monster Ultra
- Monster Zero
- Monster Mango Loco
- Schweppes
- Topo Chico

### Productos anteriores
- Bimbo (refresco): Introducido por primera vez en 1962, se hizo con los siguientes sabores: Frutilla (fresa), Piña (piña), Lima Limón (limón-lima), Manzana (manzana), Mandarina (naranja) y Cola.
- Bonaqua (agua con sabor): el producto Coca-Cola ya no está disponible en Perú.
- San Antonio (agua embotellada).
- Dasani (agua con sabor): marca Coca-Cola.